# 히가시히라노정
히가시히라노정(일본어: 東平野町)은 일본 오사카부 히가시나리군에 설치되었던 정이다. 현재의 오사카시에 해당한다.